# McLaren P1
McLaren P1 är en sportbil tillverkad av den brittiska biltillverkaren McLaren Automotive mellan 2013 och 2015. Bilen presenterades som prototyp på bilsalongen i Paris i oktober 2012.

## McLaren P1
Bilens V8-motor är en vidareutveckling av den motor som sitter i den mindre MP4-12C. Den kompletteras med en elmotor som försörjs med ett KERS-system. Tillsammans ger motorerna en effekt på 916 hk. Elmotorn klarar även att själv driva bilen under 10 km med en hastighet av 48 km/h. McLaren P1 har aktiva aerodynamiska hjälpmedel, bland annat en stor spoilervinge bak som låter föraren justera marktrycket. McLaren har byggt 375 bilar som alla förbeställdes.

### Tekniska data
| Tekniska data               | McLaren P1                                                            |
| --------------------------- | --------------------------------------------------------------------- |
| Motor:                      | 8-cylindrig 90° V-motor med dubbelturbo                               |
| Cylindervolym:              | 3799 cm³                                                              |
| Borrning x slaglängd:       | 93,0x69,9 mm                                                          |
| Kompression:                | 8,7:1                                                                 |
| Max effekt vid varvtal:     | 737 hk vid 7 500 v/min                                                |
| Max vridmoment vid varvtal: | 720 Nm vid 4 000 v/min                                                |
| Ventilstyrning:             | Dubbla överliggande kamaxlar per cylinderrad, 4 ventiler per cylinder |
| Bränslesystem:              | Direktinsprutning                                                     |
| Hybridsystem:               | KERS-system med elmotor på 179 hk/260 Nm                              |
| Växellåda:                  | 7-växlad växellåda med dubbelkoppling                                 |
| Bromsar:                    | Keramiska skivbromsar                                                 |
| Hjulupphängning fram & bak: | Dubbla tvärlänkar                                                     |
| Chassi & kaross:            | Kolfiberchassi med kompositkaross.                                    |
| Däck:                       | Fram: 245/35 R19 Bak: 315/30 R19                                      |
| Hjulbas:                    | 2670 mm                                                               |
| L x B x H:                  | 4588 x 1946 x 1188 mm                                                 |
| Tjänstevikt:                | 1490 kg                                                               |
| Acceleration 0 – 100 km/h:  | 2,7 s                                                                 |
| Acceleration 0 – 300 km/h:  | <17 s                                                                 |
| Toppfart:                   | 350 km/h                                                              |